# Allée couverte de Barbehère
L'allée couverte de Barbehère est un monument mégalithique situé à Saint-Germain-d'Esteuil dans le département français de la Gironde. Son architecture est caractéristique des allées d'Aquitaine tout en présentant une certaine originalité. Le monument fut érigé au Néolithique moyen mais réutilisé par différentes cultures néolithiques jusqu'au Chalcolithique.

## Historique
Le monument est représenté sur la carte de la Gironde au 1/40 000e de 1875 en tant que « tumulus » à son emplacement exact. La même année, le directeur du musée Préhistorique de Bordeaux, J. B. Gassies mentionne un monument qu'il appelle dolmen du Bois Charnier qui « a été violé et qu'on y a recueilli des squelettes humains au centre de la cella ». François Daleau précise, en 1876, que ce dolmen est « près de Potensac, commune d'Ordonnac ». Au début du XXe siècle, une controverse voit le jour pour savoir s'il existe deux dolmens distincts situés à proximité l'un de l'autre ou un seul et même monument mais rapidement, il apparaît que la thèse de l'unicité est la bonne, aucune trace ne pouvant être retrouvée du dolmen du Bois Charnier.
En 1904, le docteur Jeanty, propriétaire des lieux, y fit entreprendre des fouilles. L'édifice est régulièrement mentionné par divers auteurs tout au long du XXe siècle et parfois fouillé clandestinement. L'édifice fait l'objet d'une fouille de sauvetage en 1987, puis d'une fouille programmée en 1988-1991 qui aboutit à son inscription au titre des monuments historiques en 1989.

## Architecture
Le monument a été édifié dans une zone de basses terres, à 12 m d'altitude. Il se compose d'un long tumulus de forme oblongue (environ 20 m de long pour 17 m de large) dont la hauteur atteint environ 2 m. Le tumulus est constitué d'une énorme masse d'argile sableuse déposée directement sur le paléosol et recouverte d'une couche superficielle de petits blocs de calcaire, il n'y a pas de cairn proprement dit. L'ensemble est ceinturé par un muret constitué de gros blocs ; à l'origine l'ensemble devait correspondre à un tumulus en forme de polygone allongé.

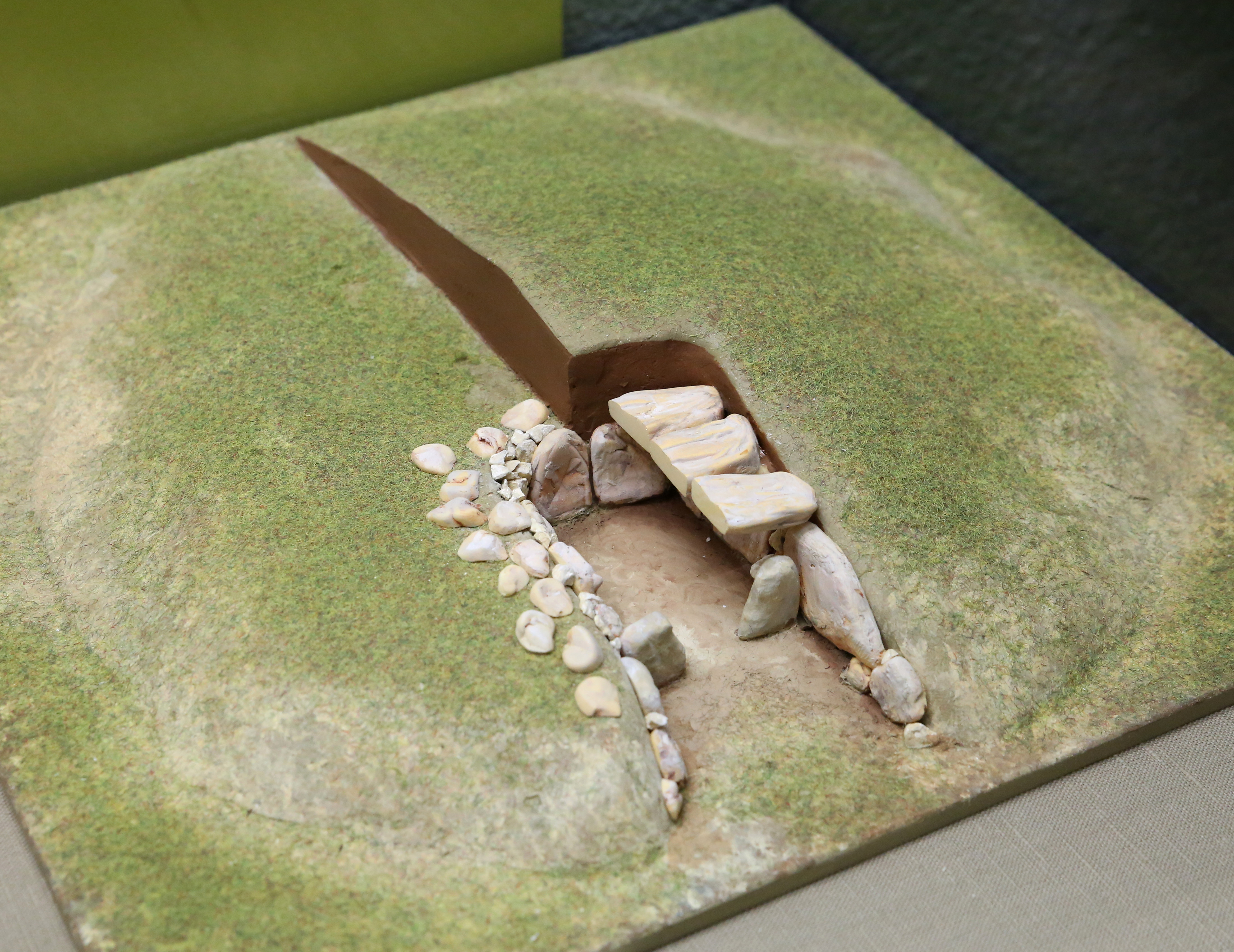
Vue en coupe

L'allée couverte a été édifiée directement sur le substrat calcaire affleurant dans la partie est du tumulus. Elle s'étire sur 6,30 m de longueur et ouvre à l'est/sud-est. Les orthostates décroissent en hauteur et en largeur depuis le chevet jusque vers l'entrée. Sa largeur n'est pas régulière : elle est supérieure à 2 m à l'entrée et au chevet, mais vers le centre elle se rétrécit considérablement au niveau des deux orthostates posés sur chant segmentant l'espace intérieur en deux parties : d'un côté la chambre funéraire presque trapézoïdale (4 m sur 2 m) et de l'autre, un court vestibule. Selon Marc Devignes, la décroissance régulière de la hauteur des supports latéraux et la largeur irrégulière de l'allée indiquent qu'il s'agit pas d'une allée couverte classique mais de sa variante dite allée d'Aquitaine. Selon Roger Joussaume, la forme de la chambre ne permet pas de classer le monument parmi les allées couvertes, il s'agirait plutôt d'un monument hybride, mi-dolmen mi-allée couverte, résultant de différentes influences.
Dans le groupe des allées d'Aquitaine, trois autres cas de compartimentation sont connus (allée de Grézac 2, la Borie Neuve 1, Passage-de-Serbat) mais la compartimentation est alors réalisée avec une seule grande dalle. Dans le cas présent, la segmentation est réalisée avec deux dalles laissant entre elles une ouverture d'environ 1 m et ces deux dalles sont totalement symétriques avec les deux orthostates placés côte à côte formant le chevet, ce qui est très original.
Les orthostates du fond de la chambre ont été régularisés par bouchardage. Ces dalles ont peut-être été recouvertes d'une ornementation à l'ocre rouge, la chambre contenait en effet deux fragments de ce pigment. Dans le cas où cette  hypothèse serait avérée, on aurait donc affaire à une construction similaire à celles observées dans l'ouest de la péninsule ibérique : chambre polygonale précédée d'un vestibule, dalles du fond de la chambre ornées à l'ocre rouge. Il n'existe aucune trace d'éventuelles tables de couverture, soit elles ont été détruites en totalité, soit le monument était recouvert de poutres en bois.
Toutes les dalles sont en calcaire de Saint-Estéphe et ont été extraites d'une petite butte voisine située à environ 500 m à l'ouest.

## Matériel et mobilier funéraires
Au début du XXe siècle, un instituteur de la région découvrit une hache en pierre polie à l'entrée du site.

### Fouilles de 1904
Lors des fouilles du docteur Jeanty, un très grand volume d’ossements humains et quelques artefacts furent extrait mais l'ensemble ayant été progressivement perdu, il n'en demeure aucune trace hormis un compte-rendu rédigé par l'abbé J. Labrie.
Les ossements, qui étaient en très mauvais état, furent étudiés par L. Manouvrier qui recensa 19 individus différents (16 hommes, 2 femmes, 1 enfant) tout en estimant que le monument avait du accueillir environ 80 inhumations. Selon le compte-rendu de Labrie, le mobilier funéraire se composait d'une pointe de flèche en silex à ailerons et pédoncule, d'éclats de silex, de quatre perles en calcaire, d'une rondelle en os et de tessons de poteries campaniformes.

### Fouilles de 1988-1991
Lors des fouilles de 1988-1991, un peu plus de 2000 dents et près de 50 000 fragments d'os furent mis au jour mais globalement les résultats furent décevants car, en raison du mauvais état des ossements et de l'absence de charbons de bois, aucune datation au carbone 14 ne fut possible.
La céramique découverte est très abondante sous forme de tessons très majoritairement néolithiques (1020 dont 510 identifiables) mais aussi campaniformes, protohistorique, gallo-romain et même moderne. Au niveau du paléosol, 178 tessons ont été découverts. C'est une poterie, à dégraissant siliceux très fin et brillant, à fond rond, sans décor, semblable à celle découverte dans le tumulus E de Bougon, attribuée au Néolithique moyen. Dans le monument, 510 tessons de poterie ont été recueillis dont 333 attribués au Peu-Richardien.
Le matériel lithique retrouvé correspond à 82 outils de silex (armatures tranchantes, pointes de flèches à pédoncule et ailerons, perçoir, grattoir...) attribuables au Néolithique moyen ou récent (Peu-Richardien). Les éléments de parure correspondent à plusieurs périodes d'occupation successives : une centaine de perles en calcaire de Saint-Estèphe et une cinquantaine de dentales peuvent être rattachés au Néolithique moyen alors que trois tortillons en or sont attribuables au Chalcolithique.
L'ensemble traduit une longue réutilisation du site. Si le monument fut érigé au Néolithique moyen par une culture inconnue, il fut par la suite réoccupé par des Matignons, des Artenaciens, des Peu-Richardiens et des Campaniformes.